# Teràpia dialèctica de la conducta
Teràpia dialèctica de la conducta (TDC) (més coneguda amb el sigls en anglès DBT derivades de dialectical behavior therapy) és una teràpia dissenyada per ajudar les persones a canviar patrons del comportament que no són útils, com l'autolesió, pensament suïcida, i abús de substàncies. Serveix per a ajudar les persones a augmentar el seu control emocional i cognitiu primer en aprendre a reconèixer els factors que desencadenen la reacció i segon a aprendre a avaluar amb quines habilitats poden afrontar la seqüència d'esdeveniments, pensaments, sentiments i comportaments per ajudar a evitar reaccions indesitjades. TDC es basa en la idea que als pacients els manquen les habilitats necessàries d'afrontament, el qual els impedeix ser capaços d'afrontar el funcionament del dia a dia de forma adequada.
TDC és una forma modificada de la teràpia cognitiva de la conducta que va ser desenvolupada a la darreria dels anys 70 per Marsha M. Linehan, una psicòloga de la Universitat de Washington, per tractar persones amb trastorn límit de la personalitat (TLP) i individus amb tendències cròniques suïcides. Tot i que la recerca en la seva efectivitat per tractar altres condicions ha estat molt limitada, actualment es tracta una varietat de problemes psicològics: traumatismes crani-encefàlics, trastorns alimentaris i trastorns d'humor. Unes recerques (1999, 2008) també suggereixen que sigui eficaç amb supervivents d'abús sexual i dependència química.
TDC combina tècniques cognitives de la conducta estàndards per la regulació de les emocions i avaluació de la realitat amb els conceptes de tolerància a l'angoixa, acceptació i consciència focalitzada o mindfulness derivada de la pràctica meditativa budista. TDC és la primera teràpia que ha estat experimentalment demostrada per la seva eficàcia tractant trastorn límit de la personalitat (TLP). El primer assaig clínic de TDC va mostrar menors tendències suïcides, hospitalitzacions psiquiàtriques i abandonaments del tractament en comparació als tractaments habituals.

## Visió general
Linehan va observar esgotament (burn-out) en els terapeutes després d'afrontar-se a pacients no motivats que rebutjaven cooperar per un tractament satisfactori. En la seva primera observació va reconèixer que els pacients amb tendències suïcides cròniques havien estat criats en ambients profundament invalidants i, per tant, requerien un entorn de gran afecte i estimació i d'alguna manera una acceptació incondicional per a desenvolupar una aliança terapèutica satisfactòria. La seva segona idea implicava la necessitat d'un compromís proporcional dels pacients, que havien d'acceptar el seu nivell de disfunció emocional.
TDC s'esforça a fer-li veure al pacient que el terapeuta és un aliat en comptes d'un adversari en el tractament de problemes psicològics. Així, el terapeuta intenta acceptar i validar els sentiments del pacient en qualsevol moment, això no obstant, sempre li diu clarament quan alguns sentiments i algunes conductes estan distorsionades i li mostra millors alternatives.
TDC té tres components:
- Individual - El terapeuta i el pacient discuteixen problemes que han sorgit durant la setmana (registrades en les targetes diàries) i que segueixen una jerarquia de prioritat. Els comportaments d'autolesió i tendències suïcides, o comportaments que posen en perill la seva vida, són prioritàries. En segon lloc venen els comportaments que, sense ser directament perjudicials per als pacients o terceres persones, interfereixen en el curs del tractament. En tercer lloc hi ha els problemes de qualitat de vida i el treball general per millorar la vida del pacient. Durant la teràpia individual, el terapeuta i el pacient treballen per utilitzar millor les habilitats apreses.
- Grup - El grup es troba normalment un cop per setmana per aprendre a utilitzar habilitats específiques que es divideixen en quatre mòduls: mindfulness, efectivitat interpersonal, control de les emocions i tolerància a l'ansietat.
- Equip de consulta del terapeuta - Un equip de consulta del terapeuta inclou tots els terapeutes que proporcionen TDC. La reunió es fa setmanalment i serveix per donar suport el terapeuta.

Cap component s'utilitza per separat; el component individual es considera necessari per evitar que tendències suïcides o emocions incontrolades interrompin les sessions en grup, mentre que les sessions en grup ensenyen les habilitats úniques de TDC, mentre proveeixen un espai de pràctica per controlar les emocions i conductes en un entorn social.

## Quatre mòduls

### 1. Mindfulness
Mindfulness és un dels conceptes centrals darrere tots els elements de TDC. És considerat com el fundament de les altres habilitats ensenyades en TDC, perquè ajuda els individus a acceptar i tolerar les fortes emocions que senten quan canvien els seus hàbits o s'exposen a situacions incòmodes. El concepte de mindfulness i els exercicis de meditació deriven de la pràctica budista tradicional, encara que la versió que s'ensenya a TDC no conté cap concepte religiós. En aquest tipus de teràpia, és la capacitat de prestar atenció, sense jutjar, en el moment present; de viure en el moment, d'experimentar les emocions i sensacions que es viuen de forma plena però amb perspectiva.

#### Habilitats del «què»
Observar
S'utilitza per observar sense jutjar l'entorn de la persona. És útil per aprendre a comprendre què passa en una situació determinada. TDC recomana desenvolupar una ment en blanc, per poder deixar passar els sentiments i els pensaments sense jutjar-los.
Descriure
S'utilitza per expressar el que la persona ha observat en la primera fase. El més important és descriure de forma objectiva i sense judicis. Aquesta fase ajuda a donar a conèixer als altres el que una persona ha observat.
Participar
S'utilitza per concentrar-se i implicar-se plenament en l'activitat que la persona fa.

#### Habilitats del "com"
Sense jutjar
Descriure els fets sense pensar si són bons, dolents, justos o injustos. Tot això són judicis, no descripcions objectives. Aquesta habilitat ajuda a comunicar d'una forma eficaç i neutral sense afegir un judici amb el que una altra persona podria estar en desacord.
Un sol focus
Ajuda a concentrar-se en una sola cosa i evitar així deixar-se portar per emocions que desvien de l'objectiu.
Eficaçment
Això és senzillament fer el que funciona bé. Aquesta habilitat pot ser aplicada a qualsevol altra activitat per a portar-la a terme satisfactòriament.

### 2. Tolerància a l'ansietat
Molts tractaments de malalties mentals es concentren en canviar els esdeveniments i circumstàncies estressants, com afrontar la mort d'una persona estimada, perdre la feina, una malaltia seriosa, atacs terroristes o altres esdeveniments traumàtics. Però s'hi presta molt poca atenció a acceptar, trobar el sentit i tolerar l'ansietat. La teràpia dialèctica de la conducta emfatitza aprendre a conviure amb el dolor de manera hàbil.
Les habilitats de tolerància a l'ansietat constitueixen un desenvolupament natural del mindfulness de TDC. Tenen a veure amb la capacitat d'acceptar-se, sense jutjar, un mateix i la situació actual. Com que es pretén no jutjar, no es tracta de donar per bona o dolenta una situació. L'objectiu és tornar-se capaç de reconèixer de manera calmada situacions negatives i el seu impacte, en comptes d'angoixar-se o amagar-se d'aquestes situacions. Això permet als individus prendre decisions sàvies sobre si volen actuar o no i com volen actuar, en comptes de caure en les reaccions intenses, desesperades i habitualment destructives que formen part del trastorn límit de la personalitat.
Distracció és la habilitat utilitzada per distreure's temporalment d'emocions desagradables.
- Activitats - Utilitzar activitats positives de les que gaudeixes.
- Contribuir - Ajudar altres persones o la comunitat.
- Comparacions - Comparar-se o bé amb altres persones que són menys afortunades o bé amb un mateix quan s'estava en un estat pitjor.
- Emocions - Fes-te sentir alguna cosa diferent provocant el sentit de l'humor o la felicitat amb activitats positives.
- Apartar - Posar la situació actual en el fons de la teva ment i posar temporalment una altra cosa a la superfície.
- Pensaments - Forçar la ment a pensar sobre qualsevol altra cosa que el problema que preocupa.
- Sensacions - Fes alguna cosa que provoqui una sensació intensa diferent del que estiguis sentint, com una dutxa freda o un caramel picant.[12]

Tranquil·litzar-se
Això és una habilitat en la qual la persona es comporta d'una manera agradable i amable amb si mateixa: es fa alguna cosa que faci sentir-se bé i tranquil en moments d'ansietat o agitació. Exemples d'aquesta activitat són escoltar música tranquil·la o fer exercicis de respiració.
Millorar el moment és una habilitat que es fa servir en moments d'ansietat per ajudar a relaxar-se.
- Visualització - Imaginar escenes relaxants, que les coses van bé o altres coses que siguin agradables.
- Significat - Trobar algun propòsit o significat en el que se sent.
- Relaxació - Relaxar els músculs i respirar profundament.
- Una cosa en el moment - Focalitzar tota l'atenció en el que es fa en el moment. Mantenir-se en el present.
- Vacances - Donar-se un període curt de descans.
- Encoratjament - Animar-se i cultivar una actitud positiu. Diga't que podràs superar els teus problemes; això et farà tirar endavant i reduir la teva vulnerabilitat.[12]

Pros i contres
Pensar sobre les coses positives i negatives de no tolerar l'ansietat.
Acceptació radical
Deixar de lluitar contra la realitat. Acceptar la situació en què un es troba tal com és.
Canviant la ment
Canviar la ment cap a l'estadi d'acceptació. S'hauria d'utilitzar amb acceptació radical.
Disposició en comptes de premeditació
Estar disposat i obert a fer allò que sigui efectiu. Deixar anar l'estadi de premeditació que va en contra de l'acceptació. Fixar l'atenció en l'objectiu que un es marca.

### 3. Control de les emocions
Els individus amb trastorn límit de la personalitat i els individus amb tendències suïcides habitualment són emocionalment intensos i làbils. Poden estar enfadats, intensament frustrats, deprimits o angoixats. Aquests clients es poden beneficiar de l'ajuda per a aprendre a controlar les pròpies emocions. Algunes habilitats de la teràpia dialèctica de la conducta per controlar les emocions són:
- Identifica i etiqueta les emocions
- Identifica els obstacles de les emocions canviants
- Redueix la vulnerabilitat cap a la ment de l'emoció
- Augmenta els esdeveniments emocionals positius
- Augmenta el mindfulness en les emocions actuals
- Fes l'acció oposada de l'acció que et fa sentir malament
- Aplica les tècniques de tolerància a l'ansietat[12]

Història de l'emoció
Aquesta habilitat s'utilitza per entendre quin tipus d'emoció estàs sentint.
1. Esdeveniment desencadenant
2. Interpretació de l'esdeveniment
3. Sensacions corporals
4. Llenguatge corporal
5. Impuls d'acció
6. Acció
7. Nom de l'emoció

Salut

Aquesta habilitat afecta els hàbits ineficaços de la salut que et poden fer més vulnerable a la ment de l'emoció. S'utilitza per mantenir un cos sa, i així és més probable mantenir emocions sanes.
Malaltia física - Si estàs malalt, busca un tractament.
Menjar equilibradament - Assegura't que menges una dieta sana i adequada, i menja en moderació.
Evitar fàrmacs que alteren l'humor - No prenguis medicació que no estigui prescrita o drogues il·legals. Són molt perjudicials per al teu cos i poden fer l'humor imprevisible.
Son equilibrat - No dormis massa ni massa poc. Es recomanen vuit hores de son per nit per un adult corrent.
Exercici - Assegura't que fas una quantitat adequada d'exercici, el que millorarà la teva imatge corporal i segregarà endorfines, fent-te més feliç.
Desenvolupant el domini
Prova de fer una cosa al dia que ajudi a desenvolupar capacitats, aptituds i control.
Acció oposada
Aquesta habilitat s'utilitza quan es té una emoció injustificada, que no correspon amb la realitat del moment. Es fa fent allò oposat del que et sortiria en aquell moment. És una eina per evitar una emoció indesitjada o injustificada substituint-la per una emoció que és oposada.
Solucionant problemes
S'utilitza per solucionar un problema quan l'emoció que se sent està justificada. Normalment s'utilitza en combinació amb altres habilitats.
Deixant anar el patiment emocional
Observar i experimentar l'emoció, acceptar-la i deixar-la anar.

### 4. Efectivitat interpersonal
Els patrons de resposta interpersonal que s'ensenyen a TDC són molt similars als que s'ensenyen en moltes classes de reafirmació personal. Inclouen estratègies efectives per preguntar-se el que un vol, dir que no i afrontant conflictes interpersonals.
Els individus amb trastorn límit de la personalitat normalment posseeixen bones habilitats interpersonals en un sentit ampli. Els problemes apareixen en l'aplicació d'aquestes habilitats en situacions específiques. Un individu pot ser capaç de descriure eficaçment seqüències de conducta quan ho discuteix amb una altra persona que pateix una situació problemàtica, però pot ser completament incapaç de generar o portar a la pràctica una seqüència de conducta similar quan ha d'analitzar la seva pròpia situació.
El mòdul de l'efectivitat interpersonal es concentra en situacions en què l'objectiu és canviar alguna cosa o resistir els canvis que alguna persona li vol imposar (aprendre a dir que no). Les habilitats que s'ensenyen estan pensades per maximitzar les probabilitats que els objectius d'una persona en una situació específica es compleixin, sense danyar al mateix temps la relació amb aquella persona o el respecte per un mateix.
Aconseguint alguna cosa
Ajuda a obtenir el que es vol quan es demana alguna cosa.
- Descriu la teva situació.
- Expressa per què tens un problema amb la cosa en concret i com et sents al respecte.
- Afirma't preguntant-se clarament el que es pretén.
- Reforça la teva posició oferint una conseqüència positiva si aconsegueixes el que vols.
- Concentra't en la situació posant l'atenció en el que vols i ignorant les distraccions.
- Tingues un posat segur, inclús si no et sents segur de tu mateix.
- Negocia amb una persona indecisa i arriba a un compromís acceptable en la teva petició.

Donant alguna cosa
Aquestes habilitats t'ajudaran a mantenir les teves relacions, tan si són amb amistats, col·legues, família, parella, etc. S'utilitza en les converses.

- Amable: Utilitza un llenguatge adequat, no atacs verbals o físics, no fer sentir malament a l'altre persona, evitar el sarcasme a no ser que sàpigues segur que no s'ho prendrà malament l'altra persona, sigues educat i no jutgis.
- Mostrar interès: Quan la persona amb la que estàs parlant està explicant alguna cosa, mostra't interessat en el que estan dient. És important mantenir contacte visual i fer preguntes. No utilitzis el mòbil quan estiguis conversant amb una altra persona.
- Validar: Mostra que entens la situació de l'altra persona i simpatitza amb ella. La validació es pot mostra a través de paraules, llenguatge corporal i/o expressions facials.
- Manera tranquil·la: Estigues calmat i sigues amable durant la conversa, utilitza l'humor i somriu.

Ràpid - mantenint el respecte cap a un mateix
Això és una habilitat que ajuda a mantenir el respecte cap a un mateix. 
- Just: Sigues just amb tu mateix i amb l'altra persona.
- Disculpes (poques): No et disculpis més d'una vegada pel que has fet de forma inefectiva i no et disculpis pel que has fet de forma efectiva.
- Aferra't als teus valors: Sigues fidel amb les teves creences i defensa-les. No permetis que altres persones et facin fer coses que van en contra dels teus valors.
- Honrat: No menteixis. Mentir només pot acumular-se i perjudicar les relacions i el respecte cap a un mateix.

## Eines

### Targetes diàries
Són targetes amb un format concret per aquesta funció que ajuden a seguir els comportaments que interfereixen a la teràpia i impedeixen el progrés del pacient. Les targetes diàries es poden emplenar diàriament, diversos cops al dia o bé un cop per setmana. L'important d'aquesta eina és la pràctica constant.

### Anàlisi de cadena
L'anàlisi de cadena és una forma d'anàlisi funcional del comportament però amb una major concentració en els esdeveniments seqüencials que formen la cadena de la conducta. 

### Entorn
L'entorn del grup implicat exerceix un paper clau en l'efectivitat de TDC.